# Anbang
Die Versicherungsgruppe Anbang Insurance Group (Chinesisch: 安邦保险集团; Pinyin: Ānbāng Bǎoxiǎn Jítuán) ist eine chinesische Finanz-Holding mit Sitz in Peking. Im Februar 2017 verfügte das Unternehmen über ein Anlagevermögen von mehr als CN¥1,9 Billionen (US$301 Mrd.). Die Financial Times beschrieb Anbang als "eine von Chinas politisch am stärksten vernetzten Firmen."
Vorstandsvorsitzender ab 2004 war Wu Xiaohui, bis er im Zuge der Antikorruptionskampagne unter Xi Jinping 2017 aus dem Amt entfernt wurde.